# Ensemble (album caritatif)
Pour les articles homonymes, voir Ensemble (homonymie).
Singles
1. Sa raison d'être
Sortie : 1998

Ensemble est une compilation à vocation caritative réunissant plus de 40 artistes francophones.
Parue en 1998, elle est vendue au profit de l'association de lutte et de recherche contre le VIH/sida, Sidaction.
Dès sa sortie, l'album entre dans les charts français, y passant 14 semaines classé dont les deux premières à la 1re place.

## Liste des titres
| 1.    | Sa raison d'être                                                                      | Lionel Florence - Pascal Obispo              | voir la liste des interprètes               | 4:17 |
| 2.    | L'amour existe encore                                                                 | Luc Plamondon - Richard Cocciante            | Hélène Ségara et Garou                      | 3:50 |
| 3.    | La vie en rose                                                                        | Édith Piaf - Louiguy                         | Patricia Kaas                               | 3:50 |
| 4.    | Demain                                                                                | Marie Florence Gras - Patrick Bruel          | Patrick Bruel                               | 4:01 |
| 5.    | Qu'on ne me parle plus de toi                                                         | Lionel Florence - Pascal Obispo              | Virginie Ledoyen et Pascal Obispo           | 4:53 |
| 6.    | Eucalyptus                                                                            | Étienne Daho - Pascal Obispo                 | Étienne Daho avec la participation de Zazie | 4:01 |
| 7.    | C'est comme ça                                                                        | Jean-Claude Carrière                         | Juliette Gréco                              | 1:33 |
| 8.    | Les invités                                                                           | Axelle Renoir, Sylvie Bonnet - Axelle Renoir | Axelle Renoir et Alain Souchon              | 3:45 |
| 9.    | Le retour du roi                                                                      | Martial Tricoche - Cédric Soubiron           | Manau                                       | 4:20 |
| 10.   | Regarde-moi t'aimer (version alternative à celle contenue sur l'album Ce que je sais) | Didier Golemanas - Pascal Obispo             | Johnny Hallyday                             | 4:35 |
| 11.   | La ligne des sens                                                                     | Érick Benzi                                  | Anggun                                      | 4:05 |
| 12.   | Comédie                                                                               | Alain Souchon                                | Chiara Mastroianni et Stanislas Merhar      | 1:10 |
| 13.   | Au revoir, adieu                                                                      | Kent Cokenstock - Jacques Bastello           | Enzo Enzo et Kent                           | 3:42 |
| 14.   | Ninoutchki                                                                            | Dominique Dalcan                             | Anna Karina et Dominique Dalcan             | 7:04 |
| 55:38 |                                                                                       |                                              |                                             |      |

### Interprètes
Les interprètes du titre Sa raison d'être sont :
- Anggun
- Jane Birkin
- Patrick Bruel
- Francis Cabrel
- Alain Chamfort
- Julien Clerc
- Étienne Daho
- Dominique Dalcan
- Michel Delpech
- Gérald de Palmas
- Stephan Eicher
- Elsa
- Enzo Enzo
- Lara Fabian
- Faudel
- Michel Fugain
- Jean-Jacques Goldman
- Johnny Hallyday
- Françoise Hardy
- Patricia Kaas
- Kent
- Catherine Lara
- Marc Lavoine
- Maxime Le Forestier
- Maurane
- Elli Medeiros
- Eddy Mitchell
- Teri Moïse
- Native
- Pascal Obispo
- Florent Pagny
- Princess Erika
- Axelle Red
- Line Renaud
- Axelle Renoir
- Catherine Ringer
- Hélène Ségara
- Alain Souchon
- Tribal Jam
- Laurent Voulzy
- Ophélie Winter
- Zazie